# Katarina Mattsdotter
Katarina Mattsdotter, eller Katerina Mateusdotter, död 1559, var en svensk nunna. Hon var abbedissa i Vadstena kloster från 1539 till 1548. 

## Biografi
Katarina Mattsdotter vigdes till nunna år 1506. Hon valdes enhälligt till abbedissa 1539. Det var under hennes ämbetstid som Vadstena kloster fick känna av reformationen på allvar. Samma år hon valdes förbjöds munkarna att predika katolicisimen, och nunnorna tvingades närvara vid lutherska gudstjänster. I maj 1540 kom magister Jeorgius, superintendent och kungens ombud, samt biskop Henrik i Västerås till Vadstena och förbjöd den katolska mässan och mässan till helgonen. Biskopen höll därefter en svensk mässa i klostret i nunnornas närvaro. Ämbetsmännen kungjorde sedan de nya bestämmelserna i först munkarnas del av klostret och därefter inför nunnorna. 1541 tvingades munkarnas konfessor avsäga sig ämbetet, och klostrets dyrbarheter inventerades av Kronan. 1543 förseglades klostrets brevskåp av kungens drabanter, som också avlägsnade flera böcker och andra föremål. I september 1543 gjorde biskopen återigen en visitation och reformerade gudstjänslivet med nya förhållningsregler. 1544 kallades fyra munkar bort för ett kyrkomöte. År 1544 fick nunnorna och munkarna, enligt uppgift på egen begäran, uttryckligen kungligt tillstånd att lämna klostret och gifta sig. Abbedissan förbjöds att förhindra någon medlem att lämna klostret. År 1545 revs klostrets murar mot staden ned av stadsborna, och samma år avstannar anteckningarna i Vadstenadiariet. Katarina Mattsdotter avgick från sin post 1548.

### Fotnoter
1. ↑  Svenska kyrkoreformationens historia, Volym 1 av Lars Anton Anjou